# Sznajd-Modell

Skizze der beiden Aktualisierungsregeln, die die Dynamik des Systems definieren. In beiden Fällen werden die Meinungen der beiden mittleren Personen aktualisiert. Oben: Soziale Bestätigung. Unten: Zwietracht zerstört.

In der Ökonophysik, einem Zweig der Nichtgleichgewichts-Physik, ist das Sznajd-Modell ein dem Ising-Modell nachempfundenes Modell für Meinungsdynamik, das trotz einfacher Regeln eine relativ komplexe Dynamik erzielt. Das Modell wurde von der polnischen Physikerin Katarzyna Sznajd-Weron und ihrem Vater Jozef Sznajd im Jahr 2000 entwickelt, weshalb der deutsche Physiker Dietrich Stauffer den Namen Sznajd-Modell einführte.
Regeln:
- Soziale Bestätigung: Wenn zwei benachbarten Agenten die gleiche Meinung haben, werden auch deren Nachbarn diese Meinung übernehmen.
- Zwietracht zerstört: Wenn mehrere benachbarte Agenten unterschiedliche Meinung haben, so werden auch deren Nachbarn ihre Meinung überdenken.

## Einordnung und Anwendungen
Das Sznajd-Modell beschreibt die Dynamik auf einem Netzwerk, das ein einfaches Gitter sein kann, ein skalenfreies Netzwerk oder jeder beliebige andere Graph. Da es beim Sznajd-Modell nur zwei mögliche Meinungen gibt, handelt es sich um eine binäre Netzwerkdynamik. Diese Klasse von Modellen umfasst neben dem Ising-Modell z. B. auch das Bass-Diffusionsmodell und andere.
Das Sznajd-Modell hat mögliche Anwendungen in vielen Gebieten. In der Finanzwelt kann man den Spin-Zustand {\displaystyle S_{i}=1} als Händler sehen, der gerade eine Aktie kauft, während {\displaystyle S_{i}=0} einem Händler entspräche, der gerade eine Aktie abstößt.